# Hohenheim (Stuttgart)
Hohenheim ist ein Stadtteil im Süden von Stuttgart, gelegen auf der Filderebene. Gemeinsam mit den Stadtteilen Asemwald, Chausseefeld, Plieningen und Steckfeld bildet Hohenheim den Stadtbezirk Plieningen.
Der Stadtteil ist bekannt für das im Jahr 1782 errichtete Schloss Hohenheim, das heute von der Universität Hohenheim genutzt wird. 
Der weitläufige Campus der Universität erstreckt sich rund um das Schloss und prägt das Erscheinungsbild des Stadtteils.

## Sehenswürdigkeiten

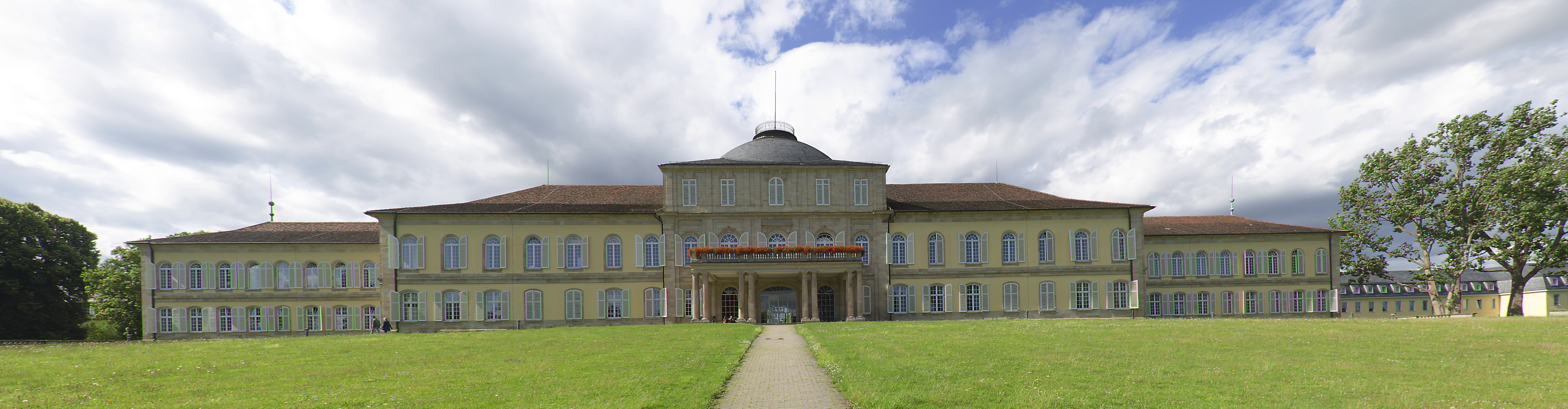
Schloss Hohenheim, Gartenfront

Die Sehenswürdigkeiten in Hohenheim umfassen die Hohenheimer Gärten mit dem Landesarboretum, das den Exotischen Garten und den Landschaftsgarten einschließt, sowie den Botanischen Garten. Diese Anlagen dienen vor allem den Lehrzwecken der Studierenden und sind daher gut beschriftet. 
Sie sind jedoch auch weitgehend frei zugänglich.
Zu den Museen zählen das Deutsche Landwirtschaftsmuseum, das zoologische und tiermedizinische Museum sowie das Museum zur Geschichte Hohenheims, die sich alle im Schloss befinden. Für den Zugang zu diesen Museen gelten besondere Bedingungen. 
Das Schloss, das heute von der Universität genutzt wird, ist in Teilen ebenfalls zugänglich, während weitere Bereiche bei Sonderführungen besichtigt werden können.

## Verkehr

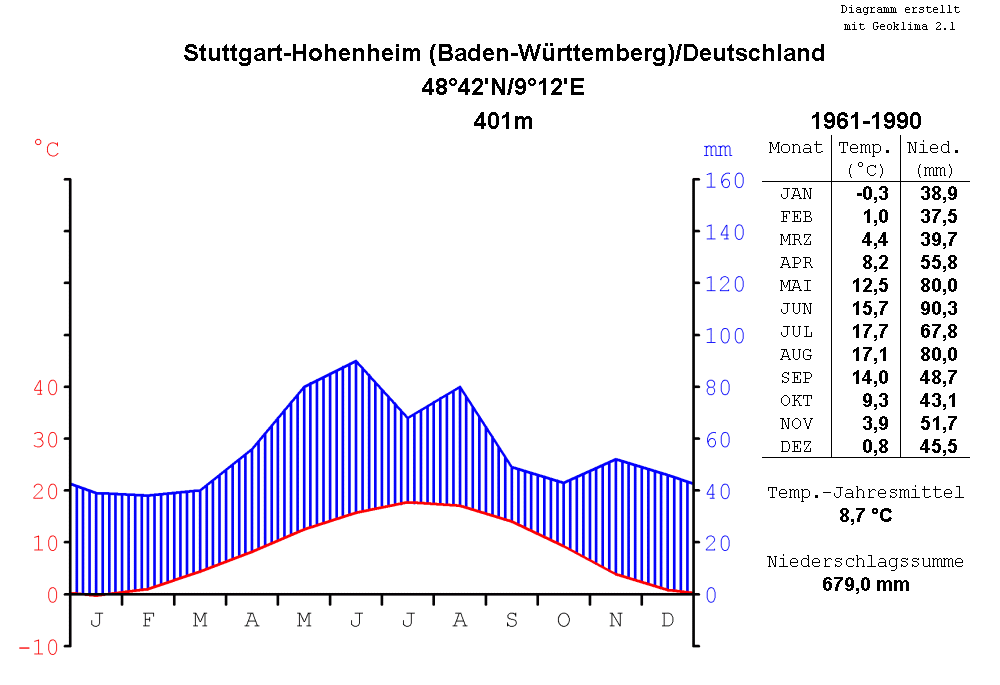
Klimadiagramm von Stuttgart-Hohenheim 1961–1990

Von 1888 bis 1967 war Hohenheim über die Bahnstrecke Möhringen–Hohenheim an den lokalen Schienenpersonennahverkehr angebunden. Heute verkehrt zwischen Möhringen und Plieningen (Universität Hohenheim) die Stadtbahn-Linie U3. Die Endhaltestelle liegt westlich des Bezirksrathauses Plieningen, der circa 700 Meter lange Restabschnitt bis zum Schloss Stuttgart-Hohenheim ist stillgelegt. Jedoch bekam die Endhaltestelle den verdeutlichenden Namenszusatz Universität Hohenheim. Östlich des Bezirksrathauses halten an der Filderhauptstraße weitere Buslinien an der Haltestelle Plieningen-Garbe. Der große Campus der Universität beginnt unmittelbar anschließend, so dass viele Bereiche auch ab hier zu Fuß gut erreichbar sind. Jedoch kann man auch mit Omnibussen der Stuttgarter Straßenbahnen bis zum Zentrum der Universität beim Schloss weiterfahren. Das Gebiet ist auch mit mehreren Buslinien ab der Haltestelle Degerloch gut erreichbar.

## Töchter und Söhne des Stadtteils
- Christian von Knapp (1800–1861), Finanzminister des Königreichs Württemberg
- Heinrich von Fischbach (1827–1900), Forstwissenschaftler
- Hermann Eckstein (1847–1893), deutsch-südafrikanischer Bergbau-Magnat und BankierHermann Eckstein

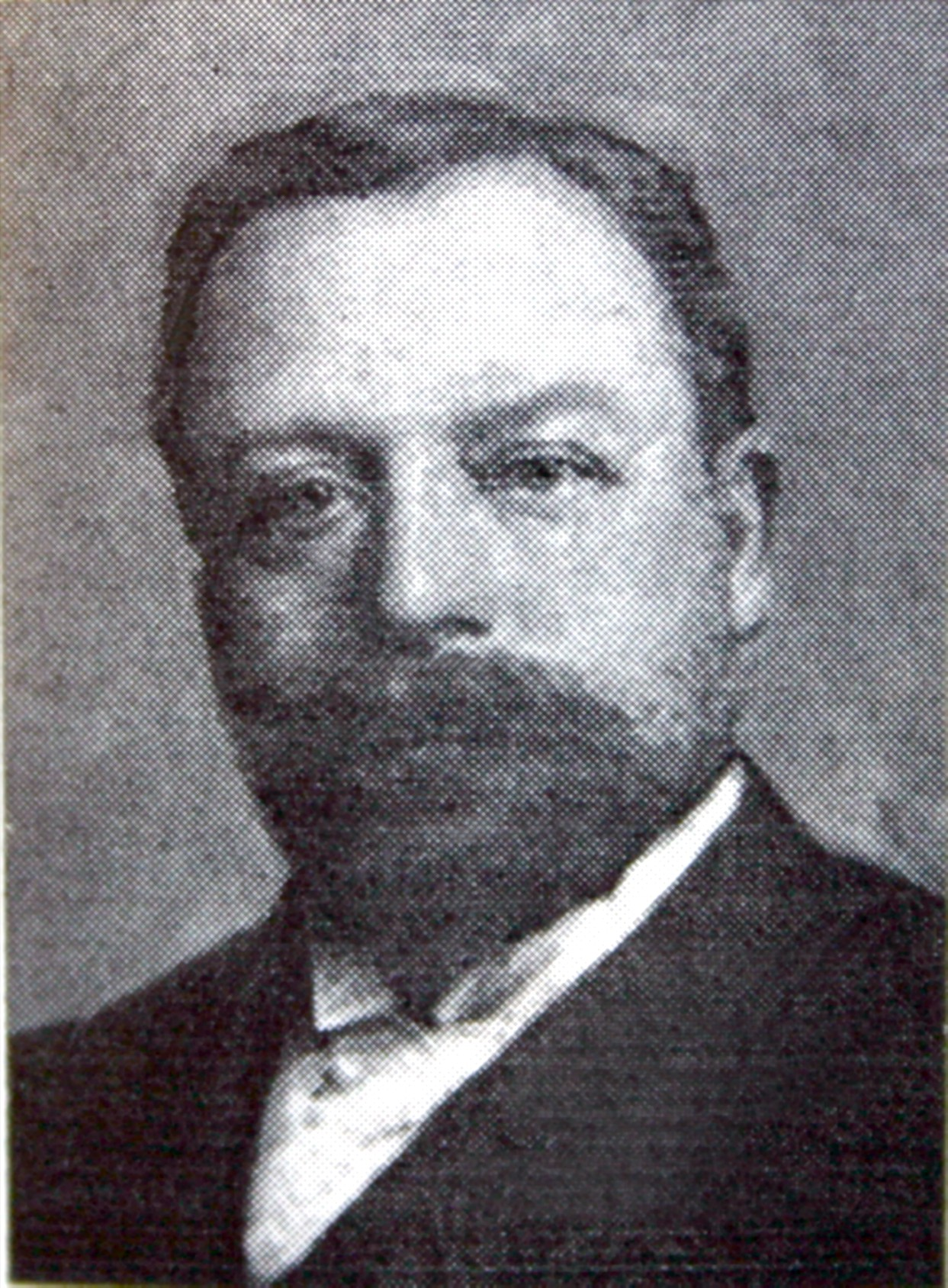
Hermann Eckstein

- Theodor Nördlinger (1855–1912), Forstwissenschaftler
- Karl Vossler (1872–1949), Romanist
- Heinrich Schröder (1873–1945), Botaniker und Hochschullehrer in Hohenheim
- Erwin Mack (1893–1942), Generalmajor
- Helmuth Maier (1892–1976), Landrat in Nürtingen
- Erich Springer (1903–1997), Landrat in Tettnang